# Teluk Loloda
Teluk Loloda är en vik i Indonesien. Den ligger i den nordöstra delen av landet, 2 500 km öster om huvudstaden Jakarta.